# Mickey Borgfjord Larsen
Mickey Borgfjord Larsen (født 7. marts 1971, død 17. september 2003 i Glostrup) var et tidligere højtstående medlem af rockergruppen Bandidos, som han blev optaget i under Den store Nordiske Rockerkrig i 1996.
I 1989 blev han idømt 8 års fængsel for knivdrabet på den 23-årige håndværker Erik Dam, som blev dræbt med otte knivstik i et S-tog ved Rødovre Station. Den 21. marts 2001 blev den tidligere Bandidos-rocker, 37-årige Claus Bork Hansen med øgenavnet »Karate-Claus« mejet ned med 25 skud på åben gade i Vanløse af en dødspatrulje fra Bandidos. Likvideringen gjorde Mickey Larsen, der sad i Vridsløselille Statsfængsel, rasende. Han truede med at hævne sig på Bandidos.
Den 17. september 2003 blev han dræbt på parkeringspladsen ved kapellet ved Glostrup Amtssygehus, da hans bil eksploderede. I 2005 blev to højtstående Bandidos-rockere idømt livsvarigt fængsel for bombedrabet, som dog i 2006 blev nedsat til 16 års fængsel.
Den 18. marts 2010 viste TV 2 det sidste afsnit af dokumentarserien De 7 drab, der omhandlede drabet på Mickey Larsen, hvilket fik et seertal på 815.000.

## Baggrund

### Knivdrabet i S-toget
Den 8. november 1988 stak den dengang 17-årige Mickey Borgfjord Larsen den 23-årige håndværker Erik Dam ihjel i et S-tog ved Rødovre Station. Mickey var sammen med en kammerat, og de generede og spyttede på passagererne i S-toget. Erik Dam bad dem om at dæmpe sig, men i stedet sprang Mickey på ham og stak ham ihjel med otte knivstik. Tidligere på aftenen havde han overfaldet en 36-årig polak på Christiania, der også blev forsøgt myrdet med fire knivstik og frarøvet 100 kroner.
Foruden S-togs-mordet blev han dømt for mordforsøg, tyveri og røverisk overfald. I en mentalerklæring fra retssagen blev det fastslået, at han var afvigende, kortsynet, selvcentreret og manglede menneskelige følelser og tilpasningsevner. Hans opvækst var den "klassiske forbryderbaggrund" med vold og misbrug i hjemmet. Han blev tvangsfjernet hjemmefra som otteårig, og fik hurtigt misbrugsproblemer, levede på gaden i halvandet år og kom på Vitskøl Kloster, Fulton og Nyborg Søfartsskole.
Mickey Larsen blev den 13. april 1989 idømt 8 års fængsel for knivdrabet og drabsforsøget – det var den daværende max-straf for unge under 18 år.

### Kriminelle handlinger
Som prøveløsladt blev han i 1993 igen arresteret for at have forberedt et røveri på en tankstation. Han medbragte i en stjålen bil et skarpladt våben, men afviste sigtelsen. Han påstod, at han ville sælge kokain, men blev idømt syv måneders ubetinget fængsel.
I oktober 1996 blev han sigtet af politiet for to attentater under rockerkrigen: mordforsøget på den fremtrædende og morddømte Hells Angels rocker Jørn "Jønke" Nielsen i Jyderup Statsfængsel den 25. juli 1996, hvor hans celledør blev gennemhullet af en maskinpistol og raketangrebet i klubhuset i Titangade den 6. oktober 1996, der kostede to mennesker livet og sårede 19 personer. Han blev varetægtsfængslet den 24. oktober 1996, især fordi hans fingeraftryk sad på en maskinpistol, som attentatmændene smed fra sig i Fælledparken efter raketangrebet. Dog blev han efter fire måneders varetægtsfængsling løsladt, og politiet valgte at opgive begge sigtelser. Bandidos-rockeren Niels Poulsen blev ved Østre Landsret den 13. marts 1998 idømt fængsel på livstid for raketangrebet i Titangade.
Under en varetægtsfængsling i 1997 gik han amok den 16. april i Vestre Fængsel og overfaldt tre politibetjente. Han blev idømt en fængselsstraf på 1 år og 10 måneders for trusler, vold mod tjenestemand samt overtrædelse af våbenloven.
Den 1. juli 1999 skød han fra sin BMW mod en anden bilist på Køge Bugt Motorvejen, der havde sin niårige datter med i bilen. Mickey Larsen mente, at bilisten havde generet ham med sin kørsel. Herefter trak han sin revolver og skød gennem bilistens venstre fordør, men uden at ramme. Larsen blev varetægtsfængslet, men flygtede den 16. juli 1999 fra Byretten i Roskilde, mens han sad i enrum med sin forsvarer Peter Hjørne. Han blev dog anholdt 10 dage senere, hvor han var på vej til Brasilien. Imens fandt politiet også beviser mod ham for kidnapning og grov mishandling af en »forretningsforbindelse«, der skyldte ham penge.
Mickey Larsen organiserede også tyveriet af en container med seks millioner cigaretter fra Københavns Frihavn ved at true en kranførers familie på livet, så han følte sig presset til at stjæle containeren. Alle forbrydelserne blev slået sammen til én sag, der den 25. august 2000 kostede ham en fængselsdom på otte år.

## Bombedrabet i Glostrup
Den 17. september 2003 var han kørt til behandling hos en fysioterapeut på Københavns Amts Sygehus i Glostrup i sin Toyota Corolla årgang 1993. På daværende tidspunkt var han under »udslusning« på Kriminalforsorgens pension Lysholmgård i Hvidovre. Efter endt behandling satte han sig ind i sin bil, på parkeringspladsen tæt ved kapellet. Sekunder senere klokken 09:11 udløste gerningsmændene via mobiltelefoner en meget kraftig bombe på halvandet kilo trotyl, der var placeret under bilen. Flere af bilens dele blev slynget 200 meter væk, mens kølerhjelmen landede på taget af sygehusets børneafdeling. Mickey Larsens krop var blevet revet midt over, og underkroppen blev også slået i småstykker ved eksplosionen. Ingen andre personer kom til skade ved eksplosionen.
Han var i såkaldt »bad standing« hos sine tidligere kammerater i Bandidos. Han havde angiveligt truet flere navngivne topfolk i Bandidos efter hans nære ven Claus Bork Hansen var blevet likvideret i Vanløse i marts 2001. De to havde gensidigt lovet at hævne hinanden i tilfælde af drab.
I marts 2004 blev den 29-årige Bandidos-rocker Jacob Andersen også kaldet »Hip-Hop« anholdt i en lejlighed på Amager. Ligeledes blev den 31-årige Bandidos-rocker Lennart Elkjær Christensen anholdt i Vridsløselille Statsfængsel, hvor han afsonede en dom på 10 måneders fængsel. Begge blev sigtet for bombedrabet og varetægtsfængslet. Ved et nævningeting i Østre Landsret den 13. juni 2005 blev begge kendt skyldige i at have dræbt Mickey Larsen ved hjælp af en bombe med halvandet kilo sprængstof, og begge blev idømt fængsel på livstid.
Dog valgte Højesteret den 6. januar 2006, at ændre livstidsdommene til 16 års fængsel, med begrundelsen: »Bombesprængningen rettede sig kun mod en person og medførte ikke skade på andre, og Højesteret fandt uanset bombesprængningens farlighed ikke grundlag for at give fængsel på livstid.«

### Bogudgivelse
Den 28. februar 2013 udgav den morddømte Lennart Elkjær Christensen sin bog Expect no mercy: en rockers erindringer på forlaget Bogkompagniet. I bogen fortæller han om drabet på sin tidligere bedste ven, om efterforskningen og retssagen, og om tiden i fængsel efter livstidsdommen. Journalist Søren Baastrup var medforfatter på bogen.